# David Healy (Schauspieler)
David Healy (* 15. Mai 1929 in Manhattan, USA; † 25. Oktober 1995 in London) war ein US-amerikanischer Schauspieler.

## Leben und Karriere
Healy war der Sohn eines australischen Vaters und einer texanischen Mutter. Er wuchs sowohl in Texas als auch in New York auf und absolvierte eine Theater-Ausbildung an der Texas University. Als der United States Air Force (USAF) angehöriger Soldat war er im Rang eines Second Lieutenant in England stationiert. Dort traf er auf den mit ihm bereits vor dieser Zeit gut befreundeten Larry Hagman und wirkte mit diesem an einem vom später für den Film Gandhi oscarprämierten John R. Briley geschriebenen Showprogramm mit.
Healy ließ sich, nachdem er bereits 1961 seine Frau Peggy Walsh geheiratet hatte, in Richmond, Surrey, nieder und wurde Vater zweier Söhne. Nachdem er 1964 aus dem Militärdienst ausgeschieden war, widmete er sich zunächst seiner Theater-Karriere. Der als vielseitig beschriebene Healy ging jedoch sowohl auf der Theaterbühne als auch der Filmkamera dem Schauspielerberuf nach. Bereits 1964 hatte er eine Sprechrolle in dem mit einem Oscar prämierten Dokumentarfilm Stunden des Ruhms – Winston Churchills Leben und Werk. Er debütierte im Arts Theatre in Crawling Arnold von Jules Feiffer und nachdem er 1967 der Royal Shakespeare Company beigetreten war, stand er dort in Julius Cesar, The Merry Wives of Windsor und in Little Murders in London und Stratford auf der Bühne. Es folgte ab 1973 ein Engagement am National Theatre. Dort wirkte er in den Stücken The Cherry Orchard, Equus und The Front Page mit. 1975 führte ihn sein Weg zurück nach Dallas, wo er bereits mit Larry Hagman vor seiner Militärzeit in England unter der Regie von Margo Jones in kleineren Rollen tätig war. Hier gab er eine Darbietung als Falstaff beim dortigen Shakespeare Festival. Mit dem gleichen Stück trat er auch im Folgejahr wieder in London auf.
Healy spielte auch in Musicals mit. Nachdem er bereits 1969 erstmals in Anne auf Green Gables in einem Musical auftrat, war er unter anderem auch in der Inszenierung von „Guys and Dolls“ in London zu sehen. Zudem hatte er Rollen in den TV-Serien Dallas, Washington: Behind Closed Doors und Drei Engel für Charlie. Auch spielte er in diversen James-Bond-Filmen mit, darunter James Bond 007 – Diamantenfieber und 1992 im Film Chaplin.
1983 erhielt Healy den Laurence Olivier Award.

## Filmografie (Auswahl)
- 1967: Der doppelte Mann (The Double Man)
- 1967: James Bond 007 – Man lebt nur zweimal (You Only Live Twice)
- 1967: Geheimauftrag K (Assignment K)
- 1967: Der Baron (The Baron; Fernsehserie, 1 Folge)
- 1968: Nur über eine Leiche (Only When I Larf)
- 1968: Isadora
- 1969: Department S (Fernsehserie, 1 Folge)
- 1969: Randall & Hopkirk – Detektei mit Geist (Randall & Hopkirk (Deceased); Fernsehserie, 1 Folge)
- 1970: Patton – Rebell in Uniform (Patton)
- 1970: Paul Temple – Der Schriftstellerkongress (Double Vision)
- 1971: Nur Vampire küssen blutig (Lust for a Vampire)
- 1971: James Bond 007 – Diamantenfieber (Diamonds Are Forever)
- 1971: Jason King (Fernsehserie, 1 Folge)
- 1971: Die 2 (The Persuaders!; Fernsehserie, 1 Folge)
- 1972: In den Fängen der Madame Sin (Madame Sin)
- 1972: Ahnungslos (Embassy)
- 1972: Mord nach Mass (Endless Night)
- 1973: Mann, bist du Klasse! (A Touch of Class)
- 1977: Das Ultimatum (Twilight's Last Gleaming)
- 1983: Im Zeichen der Vier (The Sign of Four)
- 1984: Supergirl
- 1986: Die Reise ins Labyrinth (Labyrinth)
- 1987: Torture (Turnaround)